# Dnyeper–Bug-csatorna
A Dnyeper–Bug-csatorna  (belaruszul: Дняпроўска-Бугскі канал, magyaros átírással: Dnyaprovszka-Buhszki kanal) Fehéroroszország leghosszabb szárazföldi hajócsatornája. Összeköti a Muhavecet, a Nyugati-Bug mellékfolyóját és a Pinát, a Pripjaty mellékfolyóját.

## Jellemzői
Eredetileg a csatornát Királyi Csatornának (lengyelül: Kanał Królewski) nevezték el II. Szaniszló Ágost lengyel király (1764–1795) után, aki a megépítését kezdeményezte. A Balti-tengert és a Fekete-tengert összekötő szállítási útvonal fontos részét képezi. A csatornarendszer teljes hossza Breszttől Pinszkig 196 km, beleértve a 105 km hosszúságú mesterséges vízi utat. A csatornarendszer a következő szakaszokat tartalmazza:
- a nyugati oldal Breszttől Kobrinig tart
- a Muhavec folyó 64 km-es szakasza szabályozott vízszinttel
- az 58 km-es mederszelvényben a vízválasztón halad át a csatorna
- a keleti oldalon a csatorna 47 km-es szakasza halad át
- a Pina folyó 27 km-es szakasza szabályozott vízszinttel

A csatornarendszer vízgyűjtő területe 8500 km².

## Története

### Tervezése
A 17. század közepén Jerzy Ossoliński, a Lengyel–Litván Unió kincstárnoka vetette fel elsőként azt az ötletet, hogy korszerűsítsék a  kereskedelmi útvonalat, és váltsák ki zsilipekkel ellátott hajózócsatornára A munka azonban csak 120 évvel később kezdődött meg. 1770-ben a csatornát a magyar származású Keresztszegi Csáky Ferenc Flórián térképész, a lengyel tüzérség századosa tervezte.

### Építése
A csatornát 1775-1784-ben építették  II. Szaniszló Ágost lengyel király, a Lengyel–Litván Unió utolsó királyának uralkodása alatt. Eredetileg a Kanał Królewski, azaz Királyi Csatorna nevet kapta a lengyel királyról, mivel ő volt a projekt kezdeményezője. Az Orosz Birodalom 1837-től kezdődően további munkálatokat végzett, amelyek 1846-1848 körül fejeződtek be. A csatornarendszer vízellátásához a Beloozerski és Orekhovski vízfolyások elterelését 1839-ben kezdték meg és 1843-ban fejezték be. A Breszt és Pinszk közötti hajózsilipek száma elérte a 22-t. Ennek eredményeként a csatorna nagyobb hajók számára is hajózhatóvá vált, a gőzhajók tavasztól őszig bármikor áthaladhattak rajta. 1847-ben a Kanał Królewskit Dnyeper–Bug-csatornának nevezték át. A csatorna menti vasút megépítése után a 19. század végén a csatornát főleg tutajok és rönkök leúsztatására használták, amelyet aztán a nyugati országokba exportáltak. Az első világháború alatt a csatornát nem használták, jelentőségét fokozatosan elvesztette, a háború végeztével pedig az önállóságát visszanyerő Második Lengyel Köztársaság birtokába került.

A csatornának és a hozzá kapcsolódó folyóknak a térképe

### Többszörös fennhatóságváltás
Az 1920-as évek során részben újjáépítették a Lengyel Haditengerészet (lengyelül: Flotylla Rzeczna Marynarki Wojennej) folyami flottillája számára, ismertebb nevén a Pinszk-flottillának. A flottilla a haditengerészet különleges szárazföldi osztaga volt, amely a lengyel–szovjet háború és a második világháború között a pinszki mocsarak területén működött. Az 1920-as évek során két új zsilipet építettek ki a lengyelek. 1940-ben a megszálló szovjet hatóságok a csatorna nagyszabású rekonstrukcióját kezdeményezték. A régi csatorna kiegyenesítése érdekében Kobrin közelében egy 23 km hosszú szakaszon épült ki a csatorna új szakasza, emellett nyolc új zsilipet építettek a korábbi vízlépcsők helyére. A háború után a csatorna a Curzon-vonal túloldalára került, így teljes egészében a Szovjetunió, azon belül is a Belarusz SZSZK közigazgatási területéhez csatolták.
A Kölcsönös Gazdasági Segítség Tanácsának (KGST) nemzetközi együttműködésének részeként Krivij Rihből a csatornán keresztül vasércet szállítottak Bresztbe, ahonnan vasúton szállították tovább az NDK kohászati iparának részére Eisenhüttenstadtba. A német újraegyesítést követően ezek a szállítások jelentősen csökkentek (az 1991-es 7 millió tonnáról 2004-ben 0,42 millió tonnára). A Szovjetunió összeomlását követően az önállósodó Fehéroroszország lett a hajóútvonal új gazdája, de sokáig nem törődtek vele, így állapota erősen leromlott.
Ma a Dnyeper–Bug-csatornán történő belvízi hajóútvonalat megszakítja a Bug gátja a határ menti Breszt közelében. Ennek eredményeként a Muhavec folyó csatornaszakasza meglehetősen elhanyagolt állapotban van. A zsilipek egy része eliszaposodott, így Breszt belvízi kikötője csak keleti irányból érhető el. [2]
A közelmúltban megpróbálták a csatornát nemzetközi jelentőségű IV. osztályú belvízi útként meghatározni. 2003-ban a belorusz kormány elfogadta a szárazföldi és tengerészeti fejlesztési programot a Dnyeper–Bug-csatorna helyreállítására. Különösen a zsilipkamrákat kell a IV. osztályú előírásoknak megfelelően felújítani. A belorusz kormány négy zárógát és egy zsilip felújításáról számolt be, amely lehetővé teszi a 110 m hosszú, 12 m széles és 2,2 méteres merülésű hajók áthaladását. A rekonstrukció folytatása a következő években várható.

## Fordítás
- Ez a szócikk részben vagy egészben  a   Dnieper–Bug Canal című angol Wikipédia-szócikk ezen változatának fordításán alapul.  Az eredeti cikk szerkesztőit annak laptörténete sorolja fel. Ez a jelzés csupán a megfogalmazás eredetét és a szerzői jogokat jelzi, nem szolgál a cikkben szereplő információk forrásmegjelöléseként.